# Hayduta Buttress
Hayduta Buttress (englisch; bulgarisch рид Хайдута rid Chajduta) ist ein abgerundeter, vereister, 1400 m hoher und in ost-westlicher Ausrichtung 13,5 km langer sowie 7,5 km breiter Gebirgszug an der Fallières-Küste des Grahamlands auf der Antarktischen Halbinsel. Auf der Westseite des Hemimont Plateau ragt er 13 km südsüdwestlich der Smilyan Bastion, 12,7 km nördlich des Shapkarev Buttress, 14,25 km nordöstlich des Glavinitsa Peak und 7,17 km ostsüdöstlich des Chertigrad Point auf. Seine steilen Süd-, West- und Nordhänge sind teilweise unvereist. Der Perutz-Gletscher liegt südlich, die Blind Bay westlich und der Barnes-Gletscher nördlich von ihm.
Britische Wissenschaftler kartierten ihn 1978. Die bulgarische Kommission für Antarktische Geographische Namen benannte ihn 2016 nach einem Berg im Rilagebirge in Bulgarien.